# Eduardo Alegría
Eduardo Alegría López (Bilbao, País Vasco; 29 de septiembre de 1969) es un exatleta español, el saltador de altura más importante que ha dado Vizcaya. Poseyó los récords provinciales de la especialidad, tanto en pista cubierta como al aire libre.

## Carrera
Fue campeón de Vizcaya de salto de altura en 1988 en Fadura con 1,80 m; en 1989 en Baracaldo (1,97 m); en el mismo escenario, en el año 1990 1,94 m y 1991 en Fadura de nuevo con 2,09 m, el mejor registro logrado en campeonatos provinciales.
Fue primero del País Vasco en pista cubierta en 1990 (Anoeta) con 2,11 m, plusmarca de Vizcaya, y el mismo año campeón nacional, categoría promesas bajo techado en Valencia con 2,07 m.
El 29 de julio de 1990 en Fadura igualó el récord absoluto de Vizcaya con 2,11 m y lo elevó a los 2,20 el 11 de agosto en Jerez de la Frontera, donde se proclamó subcampeón absoluto nacional del salto de altura tras haber batido el récord nacional a Arturo Ortiz.
Dos años más tarde se retiró debido a diversas lesiones en ambas rodillas.
- Datos: Q5667019